# Karl Friedrich Nowak
Karl Friedrich Nowak (* 1. Januar 1882 in Wien; † 17. Dezember 1932 in Berlin) war ein österreichischer Journalist, Autor und Verleger.

## Leben und Wirken
Nowak studierte zwischen 1900 und 1903 in Wien Jura. Bald darauf wurde er jedoch Journalist. Er berichtete für verschiedene Zeitungen über Kunst und Kultur, zuerst in Wien, dann Köln (Kölnische Zeitung) und Berlin. Im Ersten Weltkrieg wurde er Kriegsberichterstatter im österreichisch-ungarischen Kriegspressequartier. 1916 erhielt er Zutritt zu dem Feldmarschall Franz Conrad von Hötzendorf.
Am 5. Juli 1917 wurde Nowak in Anerkennung seiner Leistungen als Kriegsberichterstatter das Ritterkreuz des Franz-Joseph-Ordens mit Kriegsdekoration verliehen.
Nach Kriegsende veröffentlichte er mehrere Bücher über die Kriegführung der Mittelmächte. Darin betonte er die Voraussicht von Conrad, was zu publizistischen Auseinandersetzungen führte.
Nowak gründete in Berlin den Verlag für Kulturpolitik, in dem er Memoiren von Militärs, Diplomaten und Politikern Deutschlands und Österreichs veröffentlichte. Der frühere deutsche Kaiser Wilhelm II. gewährte ihm Einblick in Archivmaterial. Größere Werke wie ein Buch über das Deutsche Reich nach 1870 und die Korrespondenz des Feldmarschalls Conrad konnte er nicht vollenden.
Das Österreichische Biographische Lexikon urteilt, dass Nowaks Werke „bis heute Quellenwert“ haben, und einen „Platz in der Geschichte des Journalismus“ einnehmen.

## Monografien (Auswahl)
- Alexander Girardi. Seine Leben und sein Wirken. Berlin 1908.
- Sanssouci. (= Stätten der Kultur. Band 15.) Klinkhardt & Biermann, Leipzig 1908, urn:nbn:de:bsz:14-db-id18716027939.
- Romantische Fahrt (Gedichte), Berlin 1908.
- Hötzendorfs Lager. Berlin 1916 – Text online.
- Über den Lowtschen. Berlin 1917.
- Der Weg zur Katastrophe. Berlin 1919 – Text online.
  - Germany’s road to ruin. The middle years of the reign of the emperor William II. (englisch). New York (NY) 1932.
- Der Sturz der Mittelmächte. München 1921 – archive.org.
- Chaos. München 1923.
- Der Weg zur Katastrophe. Mit Briefen, Gesprächen, Dokumenten und Karten. (Quellenmäßig belegte Ausgabe). Berlin 1926 – archive.org.
- Versailles. Berlin 1927 – Text online.
  - —, Norman Thomas (Übers.), E(rnest) W(alter) Dickes (Übers.): Versailles. (englisch). London 1928.
  - Versailles. (englisch). New York (NY) 1929 – archive.org.
- Das dritte deutsche Kaiserreich. (Zwei Bände).
  - Die übersprungene Generation. Berlin 1929.
  - Deutschlands Weg in die Einkreisung. Berlin 1931.
- Max Hoffmann, — (Hrsg.): Die Aufzeichnungen des Generalmajors Max Hoffmann. (Zwei Bände). Berlin 1929.
  - Band 1 – Text online.
- Kaiser and chancellor. The opening years of the reign of Kaiser Wilhelm II. (englisch). New York (NY) 1930.
- Anton von Monts, — (Hrsg.): Erinnerungen und Gedanken des Botschafters Anton Graf Monts. Berlin 1932.

## Aufsätze, Berichte (Auswahl)
- Der alte Gozzi. Zum hundertsten Todestag. In: Siegfried Jacobsohn (Hrsg.): Die Schaubühne. II. Jahrgang, I. Band. Oesterheld, Berlin 1906, ZDB-ID 2424191-X, S. 436–439.
- Dingelstedt. Zum fünfundzwanzigsten Todestag. In: Siegfried Jacobsohn (Hrsg.): Die Schaubühne. II. Jahrgang, I. Band. Oesterheld, Berlin 1906, ZDB-ID 2424191-X, S. 613–617.
- Tintoretto als dramatischer Held. In: Siegfried Jacobsohn (Hrsg.): Die Schaubühne. II. Jahrgang, II. Band. Oesterheld, Berlin 1906, ZDB-ID 2424191-X, S. 164 ff.
- Adolf Donath. In: Das Blaubuch. Heft Nr. 9 (II. Jahrgang), Berlin 1907, ZDB-ID 531166-4.
- Regen, Mozartvorstellung. In: Siegfried Jacobsohn (Hrsg.): Die Schaubühne. IV. Jahrgang, I. Band. Oesterheld, Berlin 1908, ZDB-ID 2424191-X, S. 206.
- (Aus: Romantische Fahrt. Berlin 1908:) Begräbnis. In: Czernowitzer Allgemeine Zeitung, Literarisch-Belletristische Beilage der „Czernowitzer Allgemeine (sic) Zeitung“, Nr. 1284/1908, 19. April 1908, S. 17 (unpaginiert), Mitte oben. (online bei ANNO).
- Theater in der fremden Stadt. In: Siegfried Jacobsohn (Hrsg.): Die Schaubühne. VII. Jahrgang, I. Band. Reiß, Berlin 1911, ZDB-ID 2424191-X, S. 269–272.
- Einakter. In: Siegfried Jacobsohn (Hrsg.): Die Schaubühne. VII. Jahrgang, II. Band. Reiß, Berlin 1911, ZDB-ID 2424191-X, S. 472.
- Der bearbeitete Lessing. In: Siegfried Jacobsohn (Hrsg.): Die Schaubühne. IX. Jahrgang, II. Band. Schaubühne, Charlottenburg 1913, ZDB-ID 2424191-X, S. 972–976.
- Neues deutsches Theater. (…) Patriotischer Abend. Erste Abteilung: (…) Krasnik und Komarow (…) Vorgetragen von Otto Soltau. In: Prager Tagblatt, Morgen-Ausgabe, zweite Ausgabe, Nr. 264/1914 (XXXIX. Jahrgang), 25. September 1914, S. 7, unten rechts. (online bei ANNO).
- Tagesbericht. (…) Der Steirer in Duklapaß. In: Grazer Tagblatt, Abend-Ausgabe, Nr. 58/1915 (XXV. Jahrgang), 27. Februar 1915, S. 10, unten Mitte. (online bei ANNO).
- Tagesneuigkeiten. Rasttag in Trient. In: Pester Lloyd, Morgenblatt, Nr. 184/1916 (LXIII. Jahrgang), 4. Juli 1916, S. 10, unten links. (online bei ANNO).
- Das Kriegsjahr 1916. – Nach Informationen von besonderer Seite. In: Pester Lloyd, Morgenblatt, Nr. 349/1916 (LXIII. Jahrgang), 16. Dezember 1916, S. 1 f. (online bei ANNO).
- Der Monitor. In: Siegfried Jacobsohn (Hrsg.): Die Schaubühne. XII. Jahrgang, I. Band. Schaubühne, Charlottenburg 1916, ZDB-ID 2424191-X, S. 209 ff.